# Blindendorf (Gemeinde Ternitz)
Blindendorf ist ein Stadtteil der Stadtgemeinde Ternitz im Bezirk Neunkirchen in Niederösterreich.

## Geografie
Blindendorf befindet sich im Osten von Ternitz und grenzt im Süden an Wimpassing im Schwarzatale. Durch den Ort führt die Triester Straße.

## Geschichte
Im Jahr 1822 wurde der Ort als Dorf mit acht Häusern genannt, das nach Neunkirchen eingepfarrt war, wohin auch die Kinder eingeschult wurden. Die Herrschaft Stixenstein besaß die Ortsobrigkeit und besorgte die Konskription. Die Landgerichtsbarkeit wurde von dem Magistrat Wiener Neustadt ausgeübt. Die Untertanen und Grundholde des Ortes gehörten den Herrschaften Stixenstein, Seebenstein, Kranichberg, Feistritz und Fischau.
Laut Adressbuch von Österreich waren im Jahr 1938 in Blindendorf ein Brennstoffhändler, ein Fahrrad- und Nähmaschinenhändler, zwei Gastwirte, zwei Gemischtwarenhändler, ein Konsumverein, ein Kurzwarenhändler, eine Schneiderin, ein Schuster und ein Trafikant ansässig.

## Persönlichkeiten
- Karl Spiehs (1931–2022), österreichischer Filmproduzent